# Ojo de Agua de Calvillo
Ojo de Agua de Calvillo är en ort i Mexiko.   Den ligger i kommunen Guanajuato och delstaten Guanajuato, i den centrala delen av landet, 280 km nordväst om huvudstaden Mexico City. Ojo de Agua de Calvillo ligger 2 124 meter över havet och antalet invånare är 125.
Terrängen runt Ojo de Agua de Calvillo är kuperad åt sydväst, men åt nordost är den platt. Runt Ojo de Agua de Calvillo är det ganska tätbefolkat, med 93 invånare per kvadratkilometer. Närmaste större samhälle är Guanajuato, 19,5 km sydväst om Ojo de Agua de Calvillo. Trakten runt Ojo de Agua de Calvillo består i huvudsak av gräsmarker.